# Katarzyna Łata
Katarzyna Łata (ur. 29 maja 1973 w Świętochłowicach) – polska artystka fotograf. Członkini Okręgu Śląskiego Związku Polskich Artystów Fotografików. Współtwórczyni warsztatów fotograficznych pod patronatem ZPAF.

## Życiorys
Katarzyna Łata jest absolwentką Akademii Sztuk Pięknych im. Jana Matejki w Krakowie (studia na Wydziale Grafiki w Katowicach, w latach 1994–1999), uzyskała dyplom z fotografii i projektowania graficznego w pracowni profesora Tomasza Jury oraz w Katedrze Grafiki Warsztatowej (profesor Stanisław Kluska). Związana ze śląskim środowiskiem fotograficznym – mieszka, tworzy, pracuje w Katowicach. Miejsce szczególne w jej twórczości zajmuje fotografia abstrakcyjna, fotografia aktu, fotografia kreacyjna, fotografia martwej natury oraz fotografia portretowa. Od 1998 roku do 2000 była członkiem kolegium redakcyjnego czasopisma Arkadia.
Katarzyna Łata jest autorką i współautorką wielu wystaw fotograficznych; indywidualnych oraz zbiorowych – w Polsce i za granicą. W 2000 roku została przyjęta w poczet członków rzeczywistych Okręgu Śląskiego Związku Polskich Artystów Fotografików (legitymacja nr 793), w którym w latach 2001–2005 była wiceprezesem do spraw artystycznych OŚ ZPAF. Od 2005 roku do 2017, przez cztery kolejne kadencje, była prezesem Zarządu OŚ ZPAF. W latach 2000–2017 była opiekunem, kuratorem wystaw fotograficznych w Galerii Katowice ZPAF. Od 2017 roku jest kuratorem czterech Galerii Miasta Ogrodów w Katowicach. Uczestniczyła w pracach jury w wielu cyklicznych, ogólnopolskich i międzynarodowych konkursach fotograficznych – m.in. Cyberfoto (2007–2014), Nauka w obiektywie (2007–2012), Śląska fotografia prasowa (2009–2014).
W 2010 roku za twórczość fotograficzną i pracę na rzecz fotografii – otrzymała nagrodę Ministerstwa Kultury i Dziedzictwa Narodowego. W 2017 roku została uhonorowana Brązowym Medalem „Zasłużony Kulturze Gloria Artis”.
Prace Katarzyny Łaty mają w swoich zbiorach: Fototeka ZPAF w Warszawie, Ministerstwo Spraw Zagranicznych, Muzeum Miejskie w Sosnowcu, Muzeum Narodowe w Krakowie, Muzeum Śląskie w Katowicach oraz Śląska Kolekcja Fotografii Artystycznej w Katowicach.

## Odznaczenia
- Brązowy Medal „Zasłużony Kulturze Gloria Artis” (2017)[7]